# خافيير مارتينيز (لاعب كرة قاعدة)
خافيير مارتينيز (بالإنجليزية: Javier Martínez)‏ هو لاعب كرة قاعدة أمريكي، ولد في 5 فبراير 1977 في بايامون في الولايات المتحدة.

## وصلات خارجية
- خافيير مارتينيز على موقع دوري كرة القاعدة الرئيسي (الإنجليزية)
- خافيير مارتينيز على موقعبيزبول رفرنس.كوم (الدوري الرئيسي) (الإنجليزية)
- خافيير مارتينيز على موقع إي إس بي إن.كوم (أم.أل.بي) (الإنجليزية)
- خافيير مارتينيز على موقع مشجعي الرسوم البيانية (الإنجليزية)